# Lyubov Panchenko
Lyubov Mykhailivna Panchenko (en ucraniano: Панченко; Bucha, 2 de febrero de 1938 - Kiev, 30 de abril de 2022) fue una artista visual y diseñadora de moda ucraniana. Fue miembro de la Unión de Mujeres Ucranianas. Perteneció a los Shestidesyátniki, un grupo de artistas de los años sesenta que revivieron la cultura ucraniana durante el deshielo de Jruschov.

## Biografía

### Educación y carrera artística
Lyubov Mykhailivna Panchenko nació el 2 de febrero de 1938 en el pueblo de Yablunka, que ahora es un suburbio de Bucha, Ucrania. A finales de la década de 1950 se graduó en el departamento de bordado de la Escuela de Artes Aplicadas de Kiev. Posteriormente trabajó en un taller de sastrería y al mismo tiempo amplió sus horizontes de conocimiento del arte, interesándose por el linograbado. En 1968 ingresó en la Facultad de Gráfica de la Academia Ucraniana de Imprenta. En la década de 1960 se unió al Club de Juventud Creativa y se convirtió en miembro de su sección literaria, Brama.
Panchenko trabajó en el Instituto Tecnológico de Diseño e Ingeniería como diseñadora de moda y en la Casa Republicana de Modelos. En esa época creó una serie de acuarelas, modelos de ropa, patrones de bordado, protectores de pantalla para libros y pinturas. Muchos de sus trabajos de bordado fueron exhibidos en la revista Mujer Soviética.
Panchenko defendió la lengua y la cultura ucraniana. Pintó huevos de Pascua pysanka, bordó trajes nacionales ucranianos para coros y recaudó fondos para ayudar a presos políticos que cumplían condena por "agitación y propaganda antisoviética". Con su participación se revivió en Kiev la tradición de los villancicos koliadka y los belenes vertep.
Panchenko recibió el premio Vasyl Stus en 2001. Debido a las evidentes inspiraciones folclóricas ucranianas en su obra, nunca realizó una exposición durante la era soviética. Su economía dependía de su trabajo en moda y bordado.

### Muerte
Durante la Batalla de Bucha, que tuvo lugar al principio de la invasión rusa de Ucrania, Panchenko se vio obligada a permanecer dentro de su casa durante un mes sin comida. Después de que las tropas rusas abandonaran la ciudad, la llevaron a un hospital en Kiev, donde durante casi un mes los médicos intentaron salvarle la vida. Nunca se recuperó y murió allí el 30 de abril de 2022 a la edad de 84 años.

## Obras expuestas
En 2008, el Museo Nacional de Literatura de Ucrania exhibió la exposición "aniversario de Lyubov Panchenko". Yevhén Sverstiuk, activista de derechos humanos y poeta en ese momento, comentó: “No cabe duda de que estas obras llevan el sello de un genio. Ella vive en su mundo, ella nos abre esee mundo a nosotros. "
En 2014, el Museo Nacional de Literatura de Ucrania presentó la exposición "¡Mi mundo!" («Світе мій!»).
Las obras de Panchenko se exhiben en colecciones privadas y en el Museo de los Shestidesyátniki en Kiev.

## Literatura
- Любов Панченко: повернення: альбом / передм. Олена Лодзинська, Василь Перевальський, Діана Клочко ; упорядн. Олена Лодзинська, Любов Крупник ; переклад на англ. Ольга Грабар, Соломія Джаман, Олексій Плохотюк ; дизайн Олексій Чекаль. — Kiev-Харків: Видавець Олександр Савчук, 2021. — 256 s., 270 i. —ISBN 978-617-7538-74-4.

## Lectura adicional
- Ovcharenko, Eduard (9 de octubre de 2022). «Повернення Любові Панченко» [The return of Lyubov Panchenko]. TV channel I-UA. Archivado desde el original el 30 de octubre de 2022. Consultado el 26 de diciembre de 2023.
- Snow, Emily (20 de mayo de 2023). «Lyubov Panchenko: Remembering the Ukrainian Artist». Daily Art Magazine. Archivado desde el original el 3 de marzo de 2023. Consultado el 25 de diciembre de 2023.